# کونتا فلکس اس‌ال‌آر
کونتا فلکس اس‌ال‌آر (به انگلیسی: Contaflex SLR) یک دوربین عکاسی تک‌لنزی بازتابی ۳۵ میلی‌متری ساخت شرکت کارل‌زایس است.